# Liparis disepala
Liparis disepala är en orkidéart som beskrevs av Heinrich Gustav Reichenbach. Liparis disepala ingår i släktet gulyxnen, och familjen orkidéer. Inga underarter finns listade i Catalogue of Life.